# Луи Исидор Дюпере
Луи Исидор Дюпере (на френски: Louis Isidore Duperrey) е френски мореплавател, изследовател и картограф.

## Биография
Роден е на 21 октомври 1786 година в Париж, Франция. На 16-годишна възраст постъпва във флота и през 1817 – 1820 участва в околосветското плаване на Луи дьо Фрейсине като корабен инспектор на кораба „Урания“.
След завръщането си от плаването веднага е назначен за капитан на нова околосветска експедиция на кораба „Черупка“ (Coquille), която се провежда от 11 август 1822 до 21 април 1825, в която взима участие и прочулия се по-късно Жул Себестиан Сезар Дюмон-Дюрвил.
През 1823 г. в о-вите Туамоту, на 18°31′ ю. ш. 136°22′ з. д. / 18.516667° ю. ш. 136.366667° з. д., Дюпере открива атол, който нарича на министъра на Френската марина Клермон Тонер (днес остров Реао – 9 км2) и картита малките острови Дюпере.
През 1824 изследва и картира част от Каролинските о-ви, като вторично открива атола Лосап (1,04 км2, 6°52′ с. ш. 152°42′ и. д. / 6.866667° с. ш. 152.7° и. д.). След това в о-вите Гилбърт открива атола Маракеи (13,5 км2, 2°00′ с. ш. 173°17′ и. д. / 2° с. ш. 173.283333° и. д.). На северното крайбрежие на Северния остров на Нова Зеландия експедицията открива залива Бей ъф Айлъндс (35°12′ ю. ш. 174°08′ и. д. / 35.2° ю. ш. 174.133333° и. д.).
Експедицията постига важни научни резултати, свързани с океанографията, земния магнетизъм и морските течения, основна заслуга за които имат изследванията проведени от Дюмон-Дюрвил. Забележителното за това околосветско плаване е, че тя е първата френска експедиция, по време на която не загива нито един човек. Описанието на експедицията и постигнатите резултати са публикувани през 1826 – „Mémoire sur les operations géographiques...“, Paris.
През 1842 Дюпере е избран за член на Френската академия на науките, а от 1860 до смъртта си е неин президент.
Умира на 25 август 1865 година в Париж на 78-годишна възраст.

## Памет
- Неговото име носи атола Дюпере (Лосап, 6°52′ с. ш. 152°42′ и. д. / 6.866667° с. ш. 152.7° и. д.) в Каролинските о-ви.